# Зубкова, Екатерина Михайловна
Екатери́на Миха́йловна Зубко́ва (укр. Катерина Михайлівна Зубкова; род. 14 июля 1988, Харьков) — украинская пловчиха, мастер спорта Украины международного класса. Коронный стиль — плавание на спине. Представляет спортивный клуб «МСМК Харьков» и физкультурно-спортивное товарищество «Украина». Дочь пловцов и тренеров по плаванию: Михаила Евгеньевича Зубкова (род. 24 августа 1968) и Натальи Владимировны Шибаевой (род. 28 июля 1968). Тренировалась у Ирины Константиновны Лобановской.

## Ранняя карьера
Первым турниром для Екатерины стал чемпионат Харьковской области 1996 года, тогда ей было всего 7 лет. В 2001 году на летнем чемпионате Украины в Николаеве она выполнила норматив мастера спорта. Пройдя отбор на зимнем чемпионате страны в Харькове, она получила право выступать на Международных юношеских играх в Москве в 2002 году, где завоевала два «серебра» и одну «бронзу». Далее последовала серебряная медаль на юношеском чемпионате Европы 2003 года.

## Взрослая карьера
В 2004 году Екатерина удачно выступила на двух чемпионатах континента (на короткой и длинной воде), откуда она привезла одно «золото» и два «серебра». Выступление в олимпийских Афинах оказалось менее удачным: ни одного попадания в финал.
Также на счету спортсменки несколько побед на этапах Кубка мира.

## Инцидент в Мельбурне
На чемпионате мира 2007 года в Мельбурне 26 марта Екатерина Зубкова на дистанции 100 м на спине прошла в полуфинал с 15 места, но в следующем круге оказалась последней. Михаил Евгеньевич Зубков — тренер и отец пловчихи — был сильно разочарован результатами подопечной и, отчитывая её после неудачных заплывов в комнате судей, дошёл до рукоприкладства, на что дочь ответила ему аналогично. Также отец обвинял свою дочь в том, что она, несмотря на его запреты, во время соревнований встречалась со своим бой-френдом.
Произошедшее запечатлела видеокамера, установленная в помещении, а запись распространили многие мировые телевизионные агентства. Австралийская полиция взялась за это дело, отобрав у Михаила Евгеньевича Зубкова паспорт и аккредитацию на чемпионат и запретив ему приближаться к дочери ближе, чем на 200 метров. Также ему грозило судебное разбирательство и запрет на въезд в Австралию на 8 лет. Екатерина не имела претензий к отцу, так же и Михаил не хотел продолжать эту историю. На 29 марта было назначено слушание по делу в суде, но правосудие не стало наказывать драчуна. Итоговый приговор тренеру был вынесен 31 марта на дисциплинарном заседании ФИНА, которая запретила ему принимать участие во всех соревнованиях под её эгидой на ближайшие 6 лет. 24 декабря того же года Спортивный арбитражный суд в Лозанне, куда тренер подал иск, сократил его до 8 месяцев.

## Дальнейшие выступления

### 2007
28 марта 2007 спортсменка продолжила выступления, но не попала в полуфинал на дистанции 50 м на спине, заняв в квалификации 18 место (для выхода в следующий раунд необходимо попасть в 16 лучших). 30 марта она не прошла квалификацию на дистанции 200 м на спине, оставшись лишь 31-й по результатам предварительных заплывов. 31 марта в составе комбинированной эстафеты также оказалась за бортом финала, оставшись на 12 месте. В августе участвовала в летней Универсиаде в Бангкоке как учащаяся факультета международных экономических отношений и туризма ХНУ.

### 2008
В апреле 2008 года увезла серебро и бронзу с чемпионата мира на короткой воде на дистанциях 100 и 50 метров на спине соответственно. На Олимпийских играх 2008 года в Пекине не смогла пройти дальше первого раунда на всех четырёх дистанциях, где она стартовала: 100 и 200 метров на спине, 100 метров баттерфляем и комплексной эстафете 4x100 метров.

## Достижения
- Лучший новичок чемпионата Европы 2004 года на короткой воде
- Установила 8 рекордов Украины на дистанциях: 50 и 100 м (на спине), 50 м (баттерфляй) и в эстафете на короткой воде.